# Tigriopus minutus
Tigriopus minutus är en kräftdjursart som beskrevs av Bozic 1960. Tigriopus minutus ingår i släktet Tigriopus och familjen Harpacticidae. Inga underarter finns listade i Catalogue of Life.